# Keith McDougall
Keith McDougall (1893-1969) fue un jugador australiano de tenis en la década de 1920. Era hijo de Alexander "Sandy" McDougall, conocido en Perth como una "figura destacada en las carreras en un momento dado", según el periódico The Sunday Times of Perth. Keith también jugaba al cricket y al golf.

## Carrera
McDougall fue dos veces campeón estatal de dobles de Australia Occidental junto a Rice Gemmell, a pesar de tener "un brazo lesionado", según el periódico The West Australian de Perth. McDougall fue secretario del King's Park Tennis Club en Perth.
El mejor golpe de McDougall era su derecha. Fue semifinalista en el Campeonato de Australasia de individuales celebrado en Perth en 1921, donde venció a R. W. Phillips y W. Hayman antes de perder contra Alf Hedeman. En 1924, McDougall abrió una tienda que vendía equipos deportivos junto con su compañero de juego Rice Gemmell. En 1927, McDougall hizo pareja con el Duque de York (luego Rey Jorge VI) en un partido de dobles de tenis cuando el Duque visitó Australia.